# Adam Roberts
Pour les articles homonymes, voir Roberts.
Œuvres principales
- Jack Glass

Adam Roberts, né le 30 juin 1965 à Croydon dans le Sud de Londres, est un écrivain britannique de science-fiction et de fantasy.

## Œuvres

### SérieLe Posstit
1. Bingo le Posstit, Bragelonne, 2007 ((en) The Soddit, 2003)
2. (en) I, Soddit: The Autobiography, 2013

### SérieTales of the Aftermath
Les premier et troisième volumes de cette série ont été écrits par Dave Hutchinson.
1. (en) Haven, 2018

### Romans indépendants
- (en) Salt, 2000
- (en) On, 2001
- (en) Stone, 2002
- (en) Polystom, 2003
- (en) The McAtrix Derided, 2004
- (en) The Snow, 2004
- (en) The Sellamillion, 2004
- Va Dinci coddah, Bragelonne, 2006 ((en) The Va Dinci Cod, 2005)
- La "Der" des étoiles, Bragelonne, 2005 ((en) Star Warped, 2005)
- (en) Doctor Whom, or ET Shoots and Leaves, 2006
- Gradisil, Bragelonne, 2008 ((en) Gradisil, 2006), trad. Élisabeth Vonarburg  (ISBN 978-2-35294-157-6)Réédition Gallimard, coll. « Folio SF » no 372, 2010 (ISBN 978-2-07-039672-6)
- (en) Land of the Headless, 2007
- (en) Splinter, 2007
- (en) Swiftly, 2008
- (en) Yellow Blue Tibia, 2009
- (en) I Am Scrooge: A Zombie Story for Christmas, 2009
- (en) New Model Army, 2010
- (en) The Dragon with the Girl Tattoo, 2010
- (en) By Light Alone, 2011
- Jack Glass, Panini, coll. « Éclipse », 2014 ((en) Jack Glass, 2012), trad. Christophe Cuq  (ISBN 978-2-80943-881-9)Réédition Gallimard, coll. « Folio SF » no 671, 2021 (ISBN 978-2-07-292077-6) - Prix British Science Fiction du meilleur roman 2012 et prix John-Wood-Campbell Memorial 2013
- (en) Twenty Trillion Leagues Under the Sea, 2014
- (en) Bête, 2014
- La Chose en soi, Denoël, coll. « Lunes d'encre », 2021 ((en) The Thing Itself, 2015), trad. Sébastien Guillot  (ISBN 978-2-207-14423-7)Réédition Gallimard, coll. « Folio SF » no 704, 2022 (ISBN 978-2-07-297195-2)
- (en) The Real-Town Murders, 2017
- (en) By the Pricking of Her Thumb, 2018
- (en) Purgatory Mount, 2021
- (en) The This, 2022
- (en) The Death of Sir Martin Malprelate, 2023
- (en) Lake of Darkness, 2024

### Recueils de nouvelles
- (en) Swiftly, 2004
- (en) Anticopernicus, 2011
- (en) Adam Robots: Short Stories, 2013
- (en) Saint Rebor, 2014

### Nouvelles traduites en français
- Des doigts de fée, 2005 ((en) Swiftly, 2002)Parue dans l'anthologie Fantasy, Bragelonne, 2005